# صومعه سرگییف پوساد
صومعه سرگییف پوساد مهمترین صومعه روسی و مرکزی روحانی کلیسای ارتدکس روسیه است. این صومعه در شهرک سرگییف پوساد، حدود ۷۰ کیلومتر از شمال شرق مسکو در راهی که به یاروسلاول می‌شود است. این صومعه اکنون خانه بیش از سیصد راهب و راهبه است.

## نگارخانه

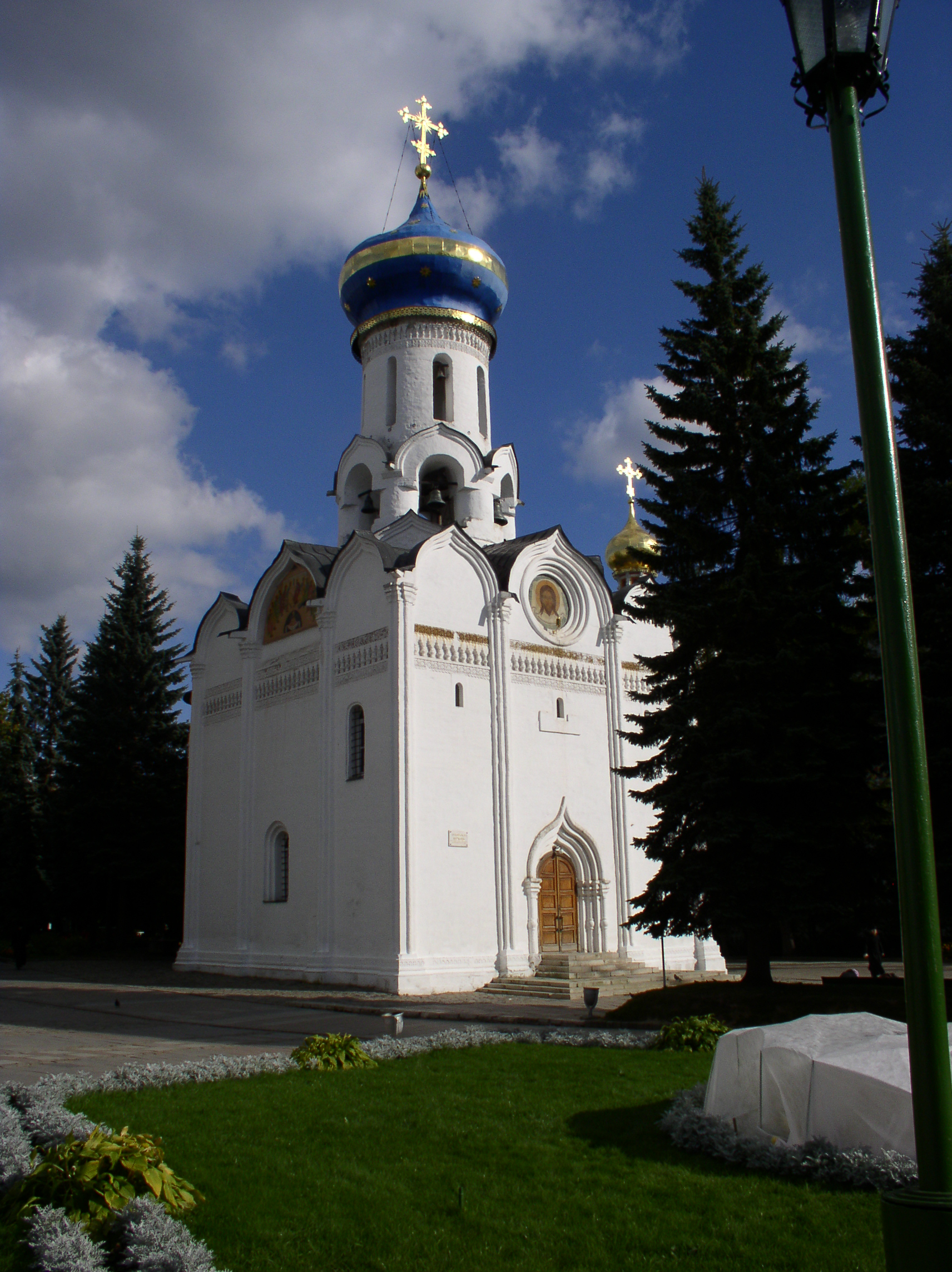
Holy Spirit Church (1476)
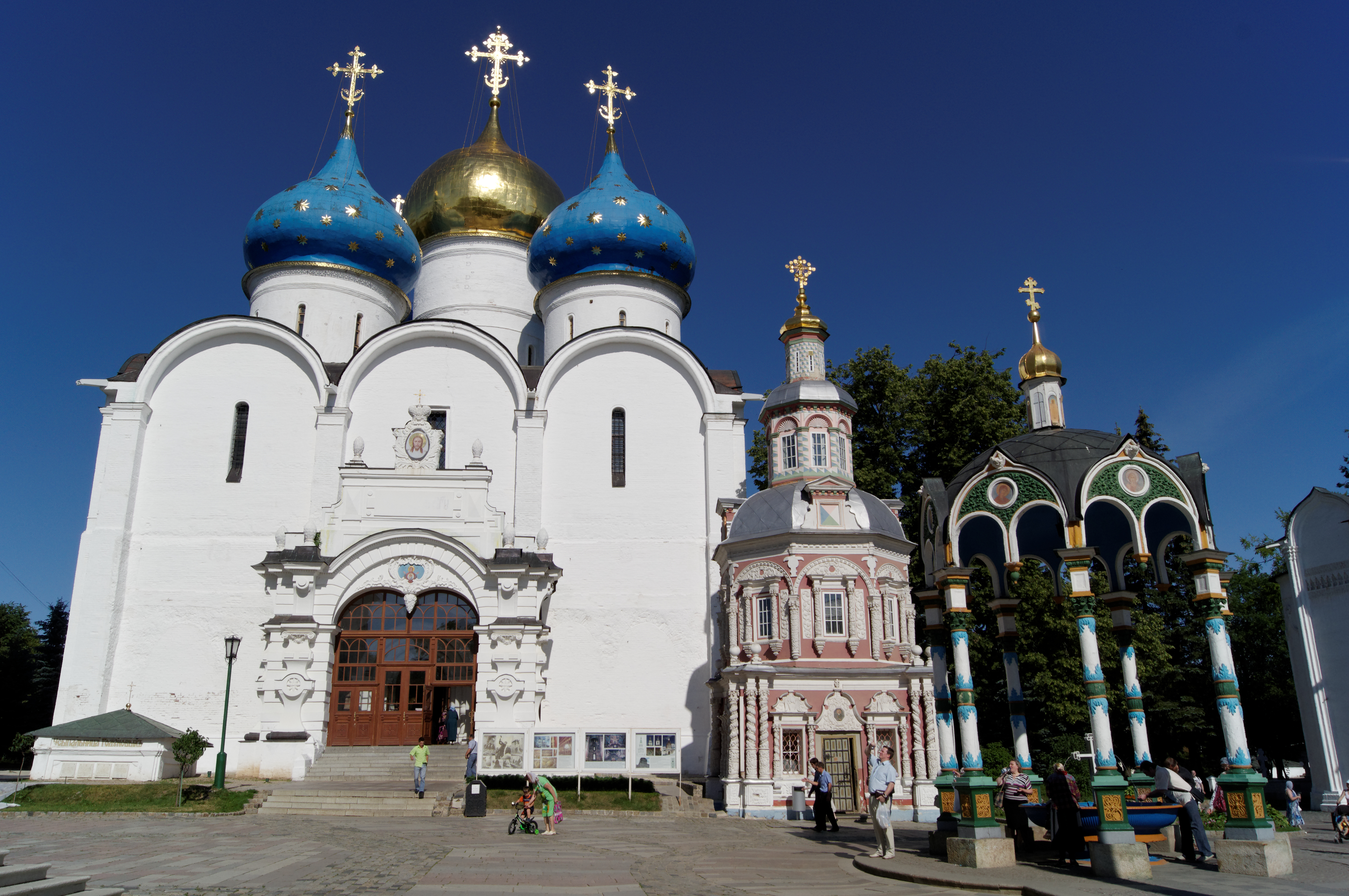
Assumption Cathedral (1559–1585)
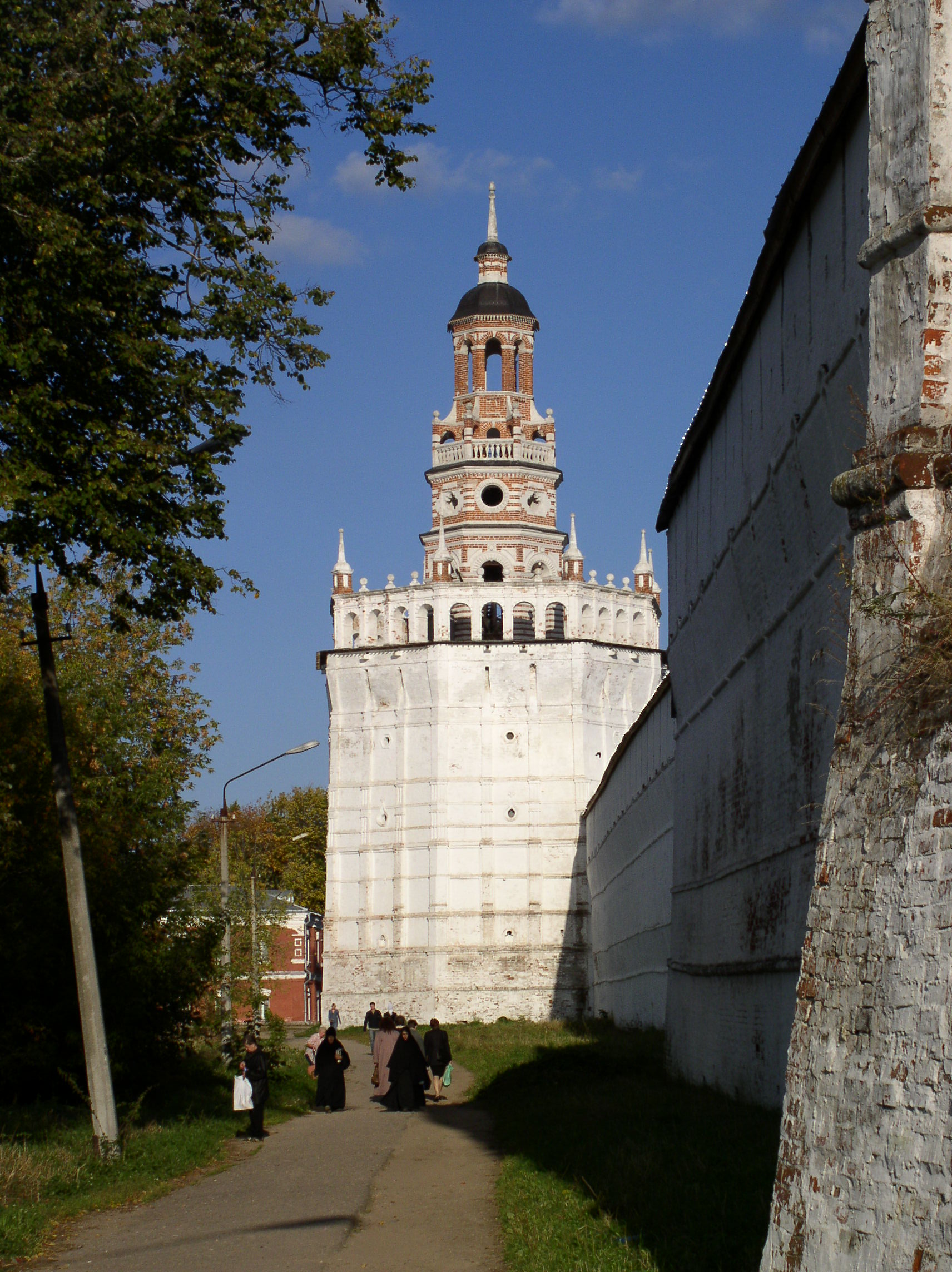
Duck Tower (1650)
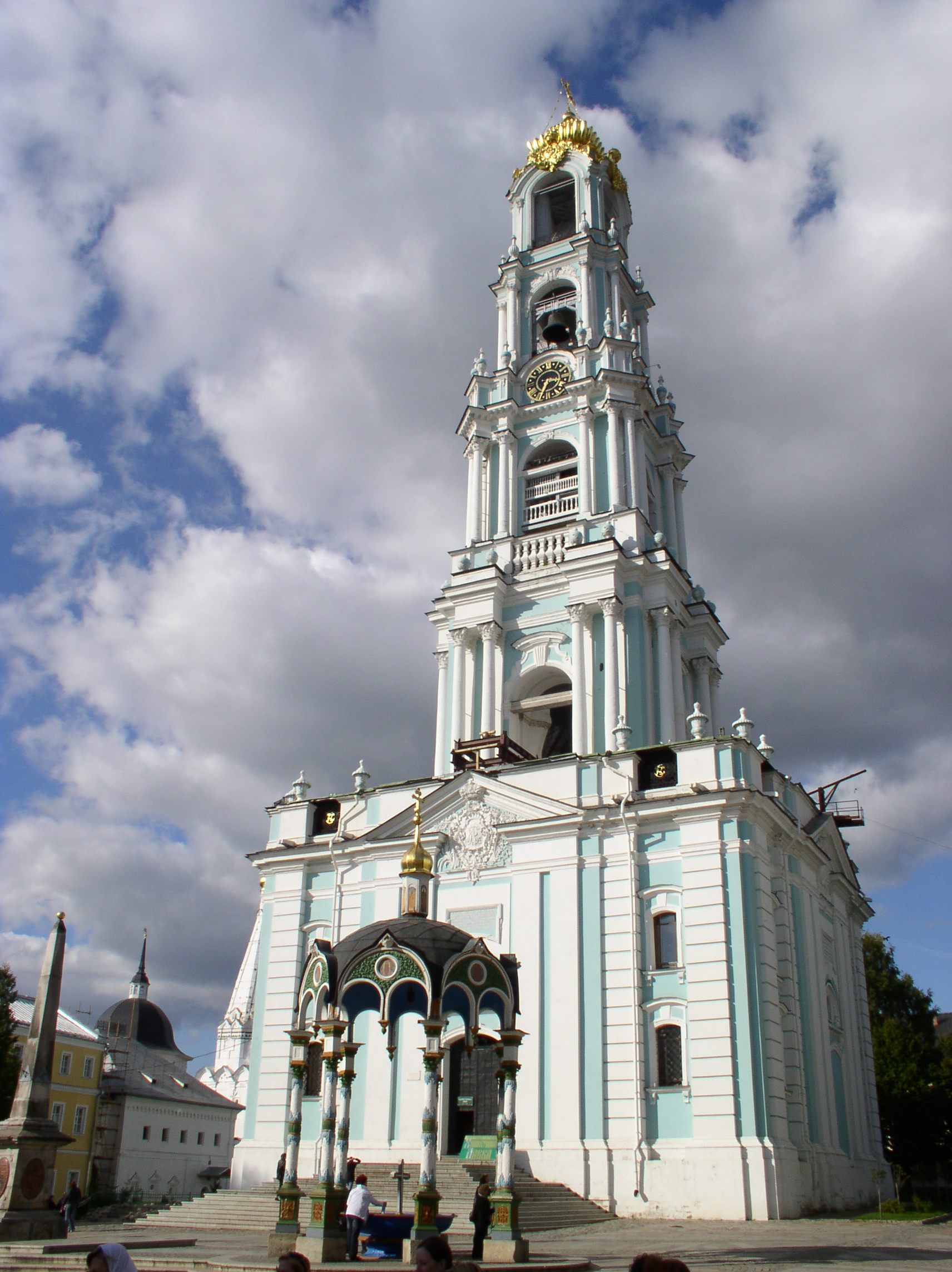
Belltower (1740–1770)
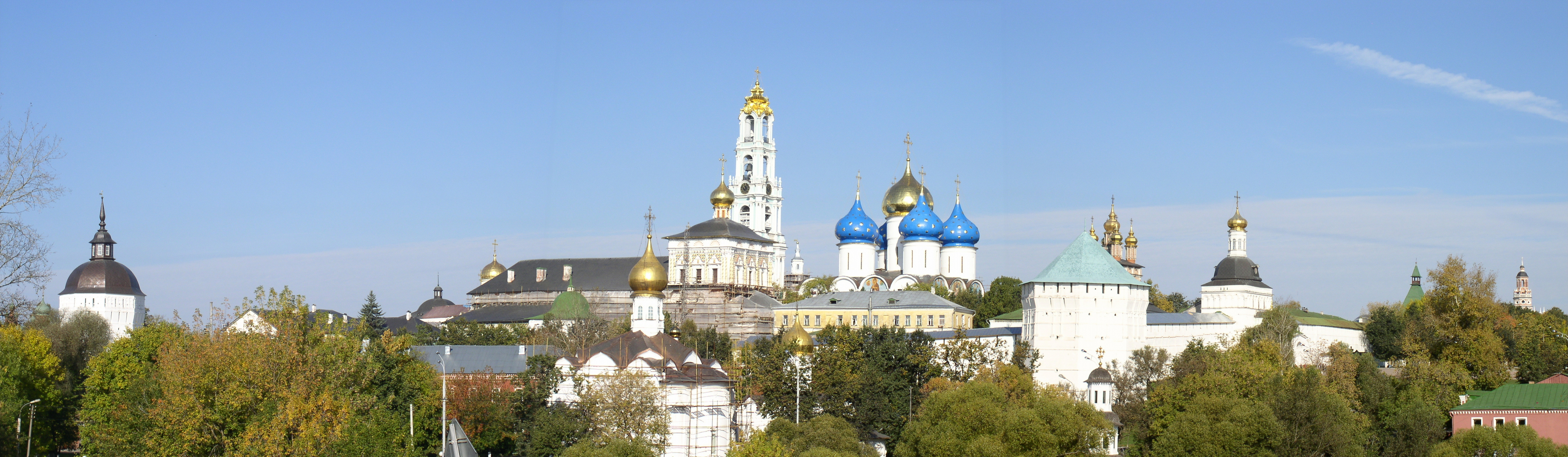
Russia-Sergiev Posad-Troitse-Sergiyeva Lavra.